# Ростислав Владимирович (князь тмутараканский)
Ростисла́в Влади́мирович (в крещении Гаврии́л или Михаи́л; ок. 1038 — 3 февраля 1067) — князь ростовский (до 1057), владимиро-волынский (1057—1064) и тмутараканский (1064—1067). Единственный известный сын князя Владимира Ярославича Новгородского, старшего сына и наследника Ярослава Мудрого. Первый князь-изгой на Руси. Н. А. Баумгартен считает матерью князя дочь штаденского графа Леопольда Оду. Хотя эту версию и приняли некоторые историки, но в настоящее время более распространена гипотеза о том, что Ода была женой князя Святослава Ярославича).

## Биография
После смерти отца (1052) Ростислав был исключён из числа претендентов на великое княжение (став князем-изгоем). Первым княжеством, где правил Ростислав, было Ростовское. В 1057 году, после смерти Вячеслава Ярославича и перевода в Смоленск Игоря Ярославича, получил от дядьёв Владимиро-Волынское княжество.
Неудовлетворённый своим положением, Ростислав в 1064 году покинул Волынь и захватил Тмутаракань, выгнав оттуда своего двоюродного брата Глеба Святославича. В этом ему помогли Вышата и Порей, новгородские приближенные умершего отца. Однако успех Ростислава был недолгим, и при приближении войск отца Глеба, черниговского князя Святослава, он оставил Тмутаракань. Но как только войска Святослава ушли, Ростислав Владимирович снова выгнал Глеба из города и начал в нём править, собирая дань с соседних народов. Усиление Ростислава беспокоило херсонесских греков, и вскоре Ростислав был отравлен подосланным катепаном (военачальником). Погребён в церкви Богородицы в Тмутаракани.

## Семья и дети
Согласно сообщению В. Н. Татищева, в начале 1060-х Ростислав женился на дочери венгерского короля (вероятно, на Ланке, дочери короля Белы I). Другие источники не подтверждают и не опровергают эту информацию. От этого брака Ростислав имел трёх сыновей:
- Рюрик (умер в 1092) — князь перемышльский с 1085 года.
- Володарь (умер в 1124) — князь перемышльский с 1092 года.
- Василько (умер в 1124) — князь теребовльский с 1085 года.

## В культуре
Ростислав стал персонажем романа Валентина Иванова «Русь великая».